# Skalní stěna

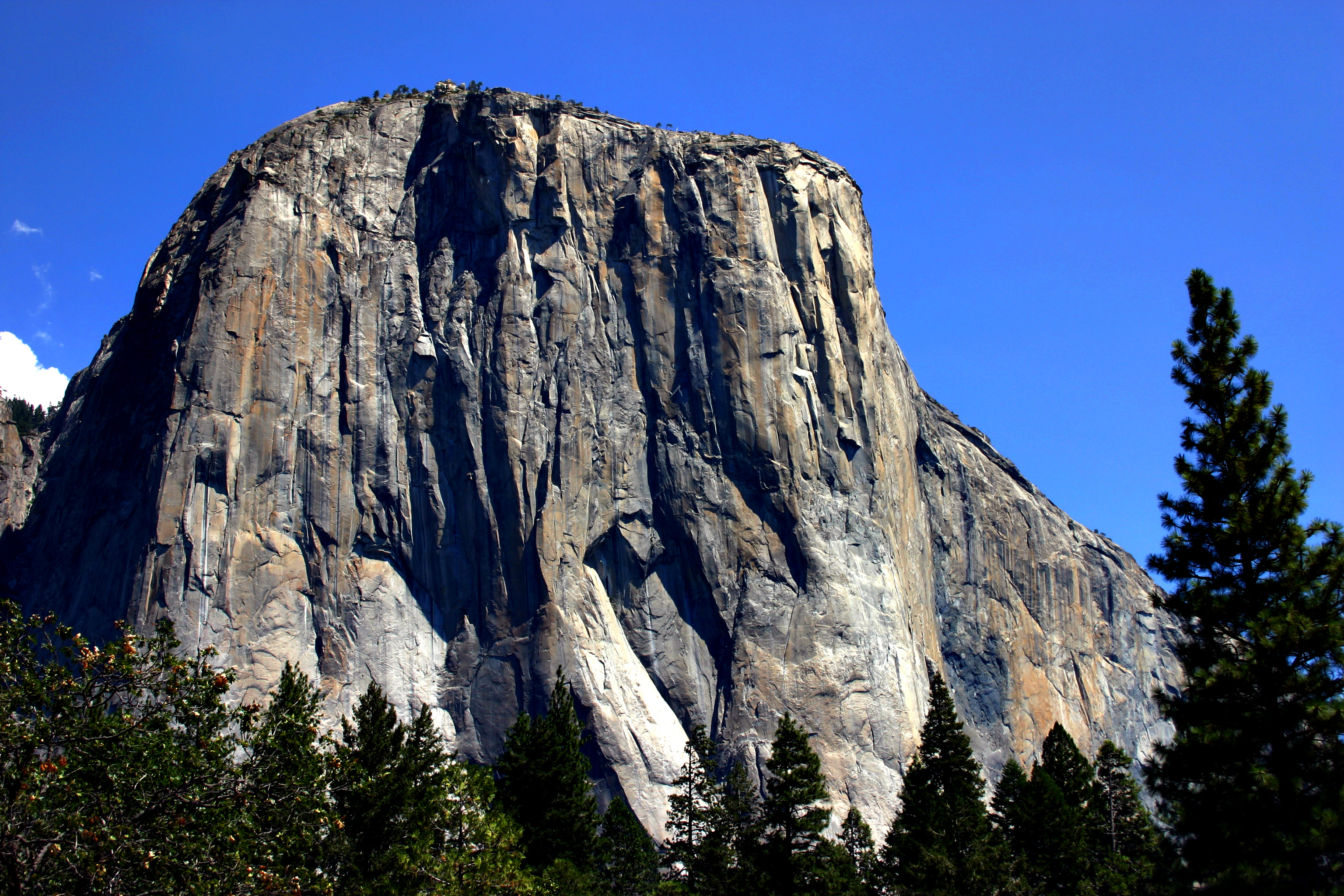
Skalní stěna El Capitan v pohoří Sierra Nevada ve Spojených státech

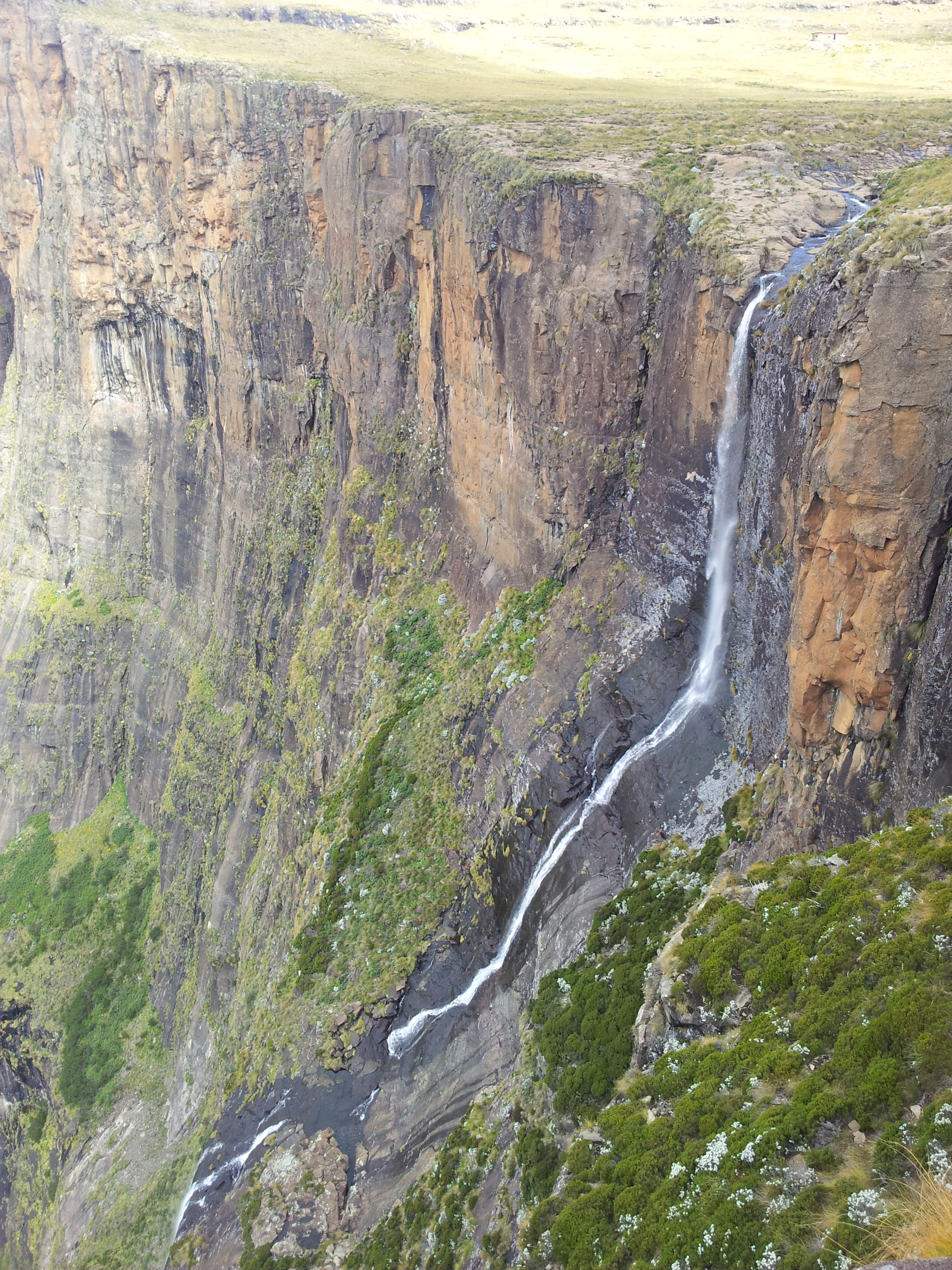
Skalní stěny Amfiteátru s vodopádem Tugela v Národním parku Royal Natal

Skalní stěna je z geomorfologického hlediska strukturně denudační tvar reliéfu. Jde o strmou skalní plochu, jejíž sklon přesahuje 55° a relativní výška 15 metrů. Vzniká exogenními geomorfologickými pochody, avšak může být  založena i strukturně tektonicky. Skalní stěny často postihuje skalní řícení. Jsou zajímavé díky odkryvu geologického profilu a bývají využívány k horolezectví.
V Česku se skalní stěny nachází například v Prachovských skalách, Moravském nebo Českém krasu, Českém ráji či v Adršpašsko-teplických skalách. Ve světě například ve Vysokých Tatrách (Malý Kežmarský štít) na Slovensku, Komarča ve Slovinsku, stěny v Národním parku Royal Natal v Jihoafrické republice nebo v pohoří Sierra Nevada (El Capitan) ve Spojených státech.